# Corta Filón Sur
La Corta Filón Sur es un yacimiento minero español situado en la zona de Tharsis, dentro del municipio de Alosno, en la provincia de Huelva. A lo largo de su historia el yacimiento tuvo una gran actividad, alcanzando este su auge durante la Edad Contemporánea, si bien a día de hoy la explotación del Filón se encuentra inactiva. La corta tiene actualmente unas dimensiones de 650 metros de longitud y una anchura que oscila entre 150 y 250 metros.
Desde 2014 está inscrita en el Catálogo General del Patrimonio Histórico Andaluz y cuenta con la catalogación de Bien de Interés Cultural.

## Historia
Desde la Antigüedad la zona de Filón Sur, conocida por su alto contenido en metales preciosos, ha tenido una intensa actividad minera. Hay evidencias de que los yacimientos de esta área ya fueron explotados por los tartesios y romanos, si bien sus trabajos se centarían más en la extracción de metales preciosos. 
No sería hasta la Edad Contemporánea cuando el yacimiento se explotó de forma intensiva, inicialmente mediante labores de contramina y con posterioridad a través de una «corta» a cielo abierto. En 1937 la británica Tharsis Sulphur and Copper Company Limited, empresa ya asentada en la comarca desde 1867, puso en funcionamiento una planta en esta zona para extraer el oro y la plata contenidos en el gossan. Estas instalaciones se mantendrían en funcionamiento hasta la década de 1960. El yacimiento pasó a manos de la Compañía Española de Minas de Tharsis en 1978-1979. Años después esta empresa se asociaría con la británica Centurion Corporation para constituir una filial que se hiciera cargo del tratamiento de todos los minerales extraídos en el Filón Sur.
Entre 1994 y 1995 la canadiense Caledonia Mining Corporation se hizo con el control de Filón Sur, cuya propiedad adquirió. La empresa puso en marcha una expansión de las actividades en el yacimiento con el objetivo de aumentar la capacidad de tratamiento de gossan hasta alcanzar un millón de toneladas al año. Para ello modernizó las instalaciones y levantó una nueva planta de trituración de mineral. La Corta Filón Sur se mantuvo activa hasta comienzos de 2002, quedando abandonada desde entonces. En la actualidad una parte del yacimiento se encuentra anegado por aguas ácidas.